# College of William and Mary
College of William and Mary in Virginia, conocido como William & Mary, The College, o W&M, es una universidad pública situada en Williamsburg (Virginia), Estados Unidos. Es la segunda universidad más antigua de los Estados Unidos, solamente por detrás de la Universidad Harvard. Es una de las ocho instituciones originales conocidas como Public Ivy. 
Se denomina así en recuerdo de los reyes de Inglaterra William y Mary, bajo cuya corregencia se fundó la institución en la colonia británica de Virginia.
En William & Mary estudiaron los presidentes Thomas Jefferson, James Monroe y John Tyler, entre otras figuras clave en el desarrollo de la nación, como el presidente de la Corte Suprema de los Estados Unidos, John Marshall, el Presidente de la Cámara de Representantes Henry Clay, el Presidente de la Corte Suprema de los Estados Unidos John Marshall, y 16 firmantes de la Declaración de Independencia de los Estados Unidos. 
William & Mary también es conocida en el ámbito de la educación superior por la fundación de la sociedad académica del honor Phi Beta Kappa.

## Historia

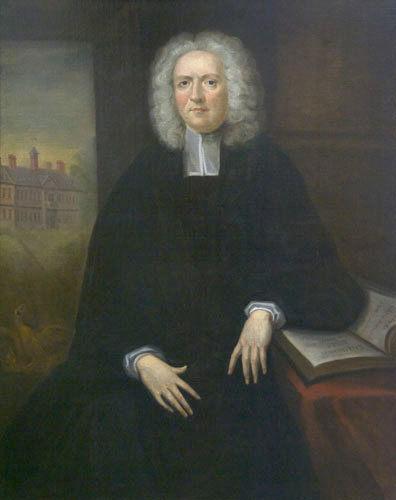
James Blair, fundador de William & Mary.

William & Mary fue fundada el 8 de febrero de 1693 por un Decreto Real emitido por el rey Guillermo III y la reina María II de Inglaterra, quienes dan nombre a la universidad.
Se fundó como una institución anglicana. Sus dirigentes eran obligatoriamente miembros de la Iglesia de Inglaterra, y sus profesores debían adherirse a los treinta y nueve artículos.
Era una de las 9 universidades coloniales. Las otras 8 eran:
- New College (actual Universidad Harvard)
- Collegiate School (actual Universidad Yale)
- College of New Jersey (actual Universidad de Princeton)
- King's College (actual Universidad de Columbia)
- College of Philadelphia (actual Universidad de Pensilvania)
- College of Rhode Island (actual Universidad Brown)
- Queen's College (actual Universidad Rutgers)
- Dartmouth College

## Deportes
William & Mary compite en la Colonial Athletic Association de la División I de la NCAA.